# Haplophyton
Haplophyton är ett släkte av oleanderväxter. Haplophyton ingår i familjen oleanderväxter.
Kladogram enligt Catalogue of Life:
| Haplophyton | \| \| Haplophyton cimicidum \| \| \| \| \| \| Haplophyton crooksii \| \| \| \| |
|             | \| \| Haplophyton cimicidum \| \| \| \| \| \| Haplophyton crooksii \| \| \| \| |
|             | Haplophyton cimicidum                                                          |
|             |                                                                                |
|             | Haplophyton crooksii                                                           |
|             |                                                                                |